# Línea Mérida-Los Rosales
La línea Mérida-Los Rosales, también denominada frecuentemente en la historiografía como la línea Mérida-Sevilla, es una línea férrea perteneciente a la red ferroviaria española. Se trata de un trazado de ancho ibérico, en vía única sin electrificar, y posee una longitud de 204,3 kilómetros.
Los orígenes de este trazado se retrotraen a la segunda mitad del siglo XIX, en el contexto de la expansión del ferrocarril por territorio español. Su construcción se retrasó durante más de una década debido a dificultades técnicas y financieras. Inaugurada oficialmente en 1885, desde entonces la línea ha pasado por manos de varios operadores ferroviarios. Durante muchos años formó parte del llamado ferrocarril Vía de la Plata, que enlazaba Gijón con Sevilla.  
En la actualidad la línea forma parte de la Red Ferroviaria de Interés General y es administrada por el ente Adif, que la cataloga como la «línea 516». 

## Historia

### Orígenes y construcción
Los orígenes de la línea están en la concesión que, en 1869, el ingeniero de caminos Manuel Pastor y Landero recibió del Estado para construir una línea férrea que uniera Mérida y Sevilla. Los trabajos avanzaron lentamente durante los siguientes años. La sección Tocina-Pedroso fue abierta al servicio en junio de 1876, mientras que la sección Mérida-Zafra lo hizo cinco años después, en junio de 1879, y la sección Zafra-Llerena lo haría en abril de 1880.
Sin embargo, Pastor carecía de un apoyo financiero sólido para tal empresa; la construcción también se vio afectada por las dificultades geográficas de Sierra Morena. Ante los problemas que sufría para continuar con las obras, en julio de 1880, Pastor decidió vender la concesión ferroviaria a la compañía MZA, estando inacabada la línea. Sin embargo, llegó también a un acuerdo con la «Compañía de los Ferrocarriles Extremeños», formada por acreedores del propio Manuel Pastor, lo que daría lugar a una larga batalla legal entre ambas empresas. Finalmente, el 27 de junio de 1881, MZA logró un acuerdo con los acreedores y se hizo con la concesión, continuando los trabajos de construcción. La línea sería inaugurada oficialmente el 16 de enero de 1885.

### Explotación y evolución
La línea dispuso de varias conexiones con los trazados de otras compañías. A Zafra llegaba una línea de ancho ibérico procedente de Huelva, que sería inaugurada en 1889 y permitía una salida directa de los productos extremeños a un puerto marítimo. Desde 1895 en la estación de Fuente del Arco se articuló un empalme con el cercano ferrocarril de Peñarroya a Fuente del Arco, de vía estrecha, que permitía el intercambio de mercancías y pasajeros entre ambas líneas. También en ese mismo año entró en servicio un ramal ferroviario de 15 kilómetros que partía al norte de la estación de Cazalla-Constantina y enlazaba con las minas de Cerro del Hierro. El ramal era propiedad de la británica Bairds Mining Company, aunque la explotación corrió a cargo de MZA.
Durante muchos años formó parte del llamado ferrocarril Ruta de la Plata, que enlazaba Gijón con Sevilla a través de un largo corredor ferroviario que recorría las líneas Asturias-León, Plasencia-Astorga o Aljucén-Cáceres. Debido a ello, el trazado entre Mérida y Los Rosales acogió un importante tráfico de larga distancia, tanto de pasajeros como de mercancías. En 1941, con la nacionalización de la red de ancho ibérico, la línea quedó integrada en la red de RENFE.
En 1984-1985 se produjo un cierre masivo de líneas de ferrocarril deficitarias, contexto en el que se vio amenazado el ferrocarril Mérida-Sevilla. De hecho, el tramo comprendido entre las estaciones de Zafra y Llerena llegó a estar clausurado entre diciembre de 1984 y junio de 1985, cuando fue reabierto nuevamente al tráfico ferroviario. Sin embargo, la Junta de Andalucía se comprometió a invertir en la línea, tanto a través de la subvención de servicios como actuando sobre la infraestructura. Ello supuso que la línea continuase operativa con diversos servicios ferroviarios, especialmente los Regionales y Media Distancia.
A finales de 2004, con la división de RENFE en Renfe Operadora y Adif, pasó a depender de esta última. Durante los últimos tiempos la línea ha atravesado un grave deterioro de su infraestructura, lo que se ha traducido en una reducción del tráfico.

## Características

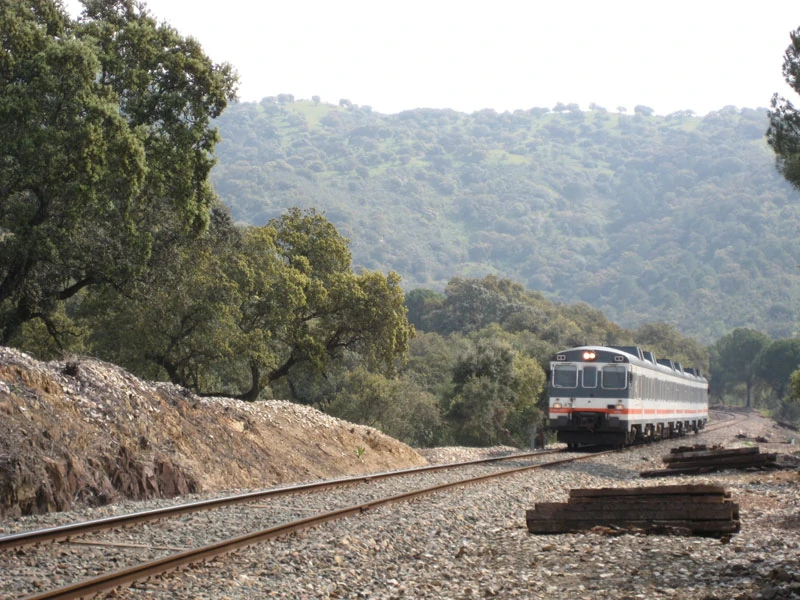
Un automotor de la serie 592 de Renfe aproximándose al apeadero de Fábrica de Pedroso, en 2009.

La línea Mérida-Los Rosales es un ferrocarril convencional de ancho ibérico y tiene una longitud de 204 kilómetros. A lo largo de su recorrido impera la vía única y se encuentra sin electrificar. El trazado enlaza en su cabecera con la línea Ciudad Real-Badajoz, y en Zafra con las líneas Zafra-Huelva y Zafra-Jerez de los Caballeros. En Los Rosales, donde termina su recorrido, conecta con la línea Alcázar de San Juan-Cádiz. En la actualidad una sección del trazado forma parte de la red de Cercanías Sevilla. Las dificultades orográficas de la zona de Sierra Morena suponen que el trazado cuente con numerosos puentes, viaductos y túneles.